# Dasydorylas cinctus
Dasydorylas cinctus är en tvåvingeart som först beskrevs av Banks 1915.  Dasydorylas cinctus ingår i släktet Dasydorylas och familjen ögonflugor. Inga underarter finns listade i Catalogue of Life.